# 와즈다
《와즈다》(아랍어: وجدة, 독일어: Das Mädchen Wadjda)는 2012년 개봉된 영화이다. 베니스 영화제에서 2012년 8월 31일에 초연되었다.

## 한국판 성우진(KBS) (2015년 2월 18일)
- 박지윤 - 와즈다(와드 모하메드)
- 최덕희 - 압둘라(압둘라만 알 고하니)
- 차명화 - 엄마(림 압둘라)
- 오인실 - 교장 선생님(아드)
- 방우호 - 아빠(술탄 알 아사프) / 아베르의 남친(탈랄 로이)
- 은정 - 학교 선생님(누프 사드)
- 유지원 - 아베르(누라 파이살)
- 이광수 - 운전 기사(모하마드 자히르샤)
- 최창석 - 문구점 주인(이브라힘 알모자렐) / 백화점 직원(알리 알고어바니)
- 배진홍 - 레일라(사라 알자베르)
- 양유진 - 학생(레하브 아메드)
- 이희탁 - 백화점 옷가게 직원(사우드 오타이비)